# Альбрехт II (маркграф Бранденбурга)
А́льбрехт II Бранденбу́ргский (нем. Albrecht II.; 1171 — 25 февраля 1220) — маркграф Бранденбурга из рода Асканиев. Правил с 1205 года после смерти своего старшего брата Оттона II до своей смерти. Альбрехт — младший сын Оттона I и дочери польского герцога Юдиты Польской, приходится внуком Альбрехту Медведю, основателю Бранденбургской марки.

## Биография
С 1184 года Альбрехт II носил титул графа Арнебурга в Альтмарке, входившем в состав Бранденбурга и на который предъявлял претензии Оттон II. По неизвестным причинам граф Альбрехт в 1194 году он был заключён Оттоном на некоторое время под стражу. В 1189—1192 годах принимал участие в Третьем крестовом походе и присутствовал на учредительном собрании Тевтонского ордена в 1198 году.
В конфликте, разразившемся в начале XIII века между претендовавшими на трон Штауфенами и Вельфами, Альбрехт, как и его брат Оттон, поначалу поддерживал штауфенского короля Филиппа Швабского. После его убийства в 1208 году Альбрехт перешёл на сторону Вельфов после того, как император Оттон IV пообещал ему поддержку в защите Бранденбургской марки от датчан. В это время Альбрехт периодически участвовал в конфликте с архиепископом Магдебурга Альбрехтом I фон Кефернбургом. Альбрехту II удалось окончательно закрепить Тельтов, Пригниц и часть Уккермарка за Бранденбургом, но при этом он потерял Померанию.
Альбрехт с 1205 года был женат на Матильде Гройчской (1185—1225), дочери графа Конрада II Гройчского из рода Веттинов и его супруги Елизаветы, дочери польского герцога из Пястов. У них было четверо детей:
- Иоганн I (ок. 1213 — 4 апреля 1266), маркграф Бранденбурга с 1220
- Оттон III (1215 — 9 октября 1267), маркграф Бранденбурга с 1220
- Матильда (? — 10 июня 1261); муж: с 1228 Оттон I Дитя (1204—1252), герцог Брауншвейг-Люнебурга
- Елизавета (ок. 1206 — ок. 1231); муж: с 1228 Генрих IV Распе (1201—1247), ландграф Тюрингии, антикороль Германии

На момент смерти Альбрехта сыновья были малолетними. Опекуном стал сначала архиепископ Магдебурга Альбрехт, а с 1221 года — их мать, графиня Матильда. После её смерти в 1225 году братья управляли маркграфством совместно.